# Грищенко Микита Минович
Грищенко Микита Минович (нар. 14 (27) вересня 1900, Трушки — 15 листопада 1987, Київ) — український радянський педагог, доктор педагогічних наук (з 1956 року), професор (з 1957 року), заслужений діяч науки УРСР (з 1969 року).

## Біографія
Народився 14 (27 вересня) 1900 року в селі Трушки (нині Білоцерківського району Київської області). У 1919–1923 роках навчався на вищих трирічних педкурсах імені Б. Грінченка в Києві, у 1923–1926 роках — на юридичному факультеті Інституту народного господарства імені Є. Бош. Член ВКП(б) з 1927 року.
Понад 50 років працював у системі народної освіти: учителем, директором школи, інспектором, директором педучилища, ректором Київського інституту соціального виховання (1930-1932), завідувачем Київського міського відділу народної освіти, начальником управління шкіл МО України, директором науково-дослідних інститутів дефектології (1948—1950) і педагогіки (1956—1958). Водночас понад 30 років працював викладачем і (з 1957 року) завідувачем кафедри педагогіки Київського державного університету імені Т. Г. Шевченка.

Могила Микити Грищенка

Помер у Києві 15 листопада 1987 року. Похований на Байковому кладовищі (ділянка № 18).

## Праці
Сфера наукових інтересів: історія освіти в Україні, теорія педагогіки, педагогічна спадщина Т. Шевченка, К. Ушинського, І. Франка, А. Макаренка, Н. Крупської.
Кандидатська дисертація «Школа і педагогічна наука в роки Великої Вітчизняної війни» (рос. Школа и педагогическая наука в годы Великой Отечественной войны) (1946), докторська дисертація «Школа Української РСР в період між XVIII та XIX з'їздами Комуністичної партії Радянського Союзу (1939—1952 рр.)» (рос. Школа Украинской ССР в период между XVIII и XIX съездами Коммунистической партии Советского Союза (1939–1952 гг.)) (1954).
Автор понад 250 наукових праць, з них — 20 монографій, підручників, методичних посібників. Серед них:
- «Розвиток народної освіти на Україні за роки Радянської влади» (1957);
- «Науково-дослідна робота з питань політехнічного навчання і морального виховання» (1957);
- «Народна освіта у західних областях УРСР» (1960);
- «Книга для читання для класу допоміжних шкіл» (1960);
- «Високе покликання радянського вчителя» (1961);
- «Ленін і народна освіта в Українській РСР» (1968);
- «Дидактичні поради молодому викладачеві вузу» (1974);
- «Спадщина К. Д. Ушинського і питання педагогіки вищої школи» (1975) та інші.